# Julian Baumgartlinger
Julian Baumgartlinger (Salzburgo, Austria, 2 de enero de 1988) es un exfutbolista austríaco. Jugaba de centrocampista y desde julio de 2023 trabaja como analista en Sky Sports Austria.

## Selección nacional
Fue internacional con la selección de fútbol de Austria desde 2009, usando el dorsal 14, jugó 84 partidos anotando un gol en ellos. Debutó el 9 de septiembre de 2009 contra la selección de fútbol de Rumania por la clasificación para la Copa Mundial de 2010, donde terminarían empatando 1 a 1.

## Clubes
| Club                | País     | Año       |
| ------------------- | -------- | --------- |
| TSV 1860 Múnich     | Alemania | 2008-2009 |
| F. K. Austria Viena | Austria  | 2009-2011 |
| 1. FSV Maguncia 05  | Alemania | 2011-2016 |
| Bayer 04 Leverkusen | Alemania | 2016-2022 |
| F. C. Augsburgo     | Alemania | 2022-2023 |